# Kyburg-Berthoud
Berthoud fou un comtat que va existir entre els segles XII i XIV, avui dia a Argòvia, que fou després una batllia (1384-1798), un districte (1798-1803), altre cop batllia (1803 a 1831) i districte de Berna (després de 1831). Ocupava el territori a la part inferior de l'Emmental.
Formava part de la senyoria de Kirchberg dependent dels reis de Borgonya fins que vers el 1080 va passar a mans del Zahringen que hi van construir una fortalesa (castellum Bertoldi), El 1139 s'esmenta com a Oberburg i el 1210 com Castello Burgdorf, data a partir de la qual la vila apareix al costat del castell (després conegut com a castell de Schloss (a partir de la meitat del segle XVI).
A la mort de Bertold V de Zahringen el 1218 el castell va passar en usdefruit a la vídua i finalment, tot i que l'arbitratge imperial no els fou favorable, els comtes de Kyburg el van annexionar el 1235, i el van erigir junt amb Thun en centre del seu domini a la vora de l'Aar. La família comtal de Kyburg-Berthoud va sorgir el 1273 del matrimoni d'Anna de Kyburg (filla de Hartman V de Kyburg) i Eberard I d'Habsburg-Laufenburg, rebent en dot la part occidental del comtat de Kyburg amb Berthoud, Wangen an der Aare, Landshut i els castell i vila de Thun. El 1313 governaven els nets d'Eberard I, Hartman II i Ebererad II que el 1314 van rebre el landgraviat de Borgonya dels Habsburg dels que es va declarar feudataris i als que van cedir les senyories orientals.
La branca té una genealogia ben establerta de cinc generacions fins a la seva extinció el 1417; com que els fills heretaven en indivisió molts membres de la família foren eclesiàstics principalment a Estrasburg i Basilea. Van fer aliances matrimonials amb els Habsburg-Laufenburg (extingits el 1408), els comtes de Neuchatel-Nidau, els senyors de Signau, els comtes de Werdenberg-Heiligenberg i els comtes de Ribeaupierre (a Alsàcia).
El 1322 Hartmann II i Eberard II van disputar l'herència; Eberard relegat a l'estat eclesiàstic, va assassinar al seu germà i es va apoderar del comtat; per evitar una intervenció dels Habsburg, va fer aliança amb Berna a la que va vendre el 1323 la vila, el castell i la batllia de Thun que Berna li va retornar en feu. Els comtes es van seguir endeutant amb els burgesos de Berna i a partir de la segona meitat del segle es van veure forçats a nombroses vendes, especialment des de vers 1370. El 1363 Hartman III, fill d'Eberard II, va hipotecar Berthoud, Thun i Oltigen a la branca Habsburg d'Àustria.
Rodolf II, fill de Hartman III, va heretar el 1375 una part del comtat de Neuchatel-Nidau, però estava hipotecada i no va alleujar la seva situació financera i una part fou compromesa a Àustria el 1379. La guerra de Berthoud (1383-1384), desencadenada per una malaurada expedició de Rodolf II contra Soleura, va precipitar la caiguda de la dinastia després de 1382. La confrontació militar amb Berna i Soleura va culminar el 1384 per la venda de Thun (que Berna tenia en penyora des de 1375) i de Berthoud a Berna.
La dinastia es va extingir amb la mort de Bertold I, oncle de Rodolf II, el 1417. Berna va adquirir a més als comtes de Kyburg-Kyburg entre 1406 i 1408, el landgraviat de Borgonya i dependències.

## Genealogia
- Eberard I (dit de Kyburg), comte d'Habsburg-Laufenburg, (+1284), casat amb Anna de Kyburg, filla de Hartmann V de Kyburg 
  - Hartmann I (vers 1275, +1301) casat amb Elisabeth (+1322), filla d'Eginó II de Freiburg
    - Hartman II, landgravi de Burgúndia, assassinat pel seu germà el 31 d'octubre de 1322; casat amb Margarida de Neuchatel (Neuenburg), senyora de Boudry
    - Eberard II, landgravi de Burgúndia, (+17 d'abril de 1357) casat amb Anastasia, senyora de Signau
      - Eberard III, canonge a Basilea i Estrassburg, (+1395)
      - Egon I, canonge a Estrasburg i Constança
      - Eberard IV, canonge a Bologna i Estrasburg
      - Hartman III landgravi de Burgúndia (+ 1377), casat amb Anna de Neuchatel (Neuenburg)
        - Rodolf II landgravi de Burgúndia, (+1383/84) va vendre Berthoud i Thun a Berna
        - Eberard V vivia vers 1376/79
        - Egon II, va vendre el landgraviat de Burgúndia el 1406, i va morir a Berna el 1414; casat amb Joana de Rappoltstein, senyora de Magniéres, de Saint-Dizier, etc.
          - Rodolf de Kyburg (il·legítim), sacerdot a Ober-Kyburg 1401

        - Joan II, cangona a Basilea (+1395)
        - Hartmann IV, landgravi de Burgúndia, cavaller de Sant Joan, vivia vers 1379/1401
        - Verena, (+ vers 1416) casada amb Frederic V de Zollern (+1408)
        - Margarida (+ 1397) casada amb Turing de Brandis, senyor de Simmenegg (+1375)
        - Berchtold, il·legítim, sacerdot a Sursee, vers 1396/1434

      - Joan I, canonge a Estrasburg i Basilea (+ 1391)
      - Berchtold I, landgravi de Burgúndia, (+ vers 1417)
      - Rudolf I, cononge a Elbing, vers 1383/1404
      - Conrad, canonge a Balga, Natangen i Elbing (+1402)
      - Elisabet, monja a Eschau 1363
      - Susana, monja a Säckingen, (+1390)
      - Margarida (+ després de 1363) casada amb Emich VI de Leiningen-Hartenburg (+ vers 1381)

    - Catharina, casada a Albrecht I de Werdenberg-Heiligenberg-Rheinegg (+1364)

  - Margarida (+ vers 1333), esposa de Teodoric VII de Clèveris (+ 1305)